# ニコラス・オポク
ニコラス・オポク（Nicholas Opoku, 1997年8月11日 - ）は、ガーナ・クマシ出身のサッカー選手。アミアンSC所属。ガーナ代表。ポジションはディフェンダー。

## 経歴
2017年8月11日、クラブ・アフリカーンと3年契約を結んだ。
2018年7月13日、ウディネーゼ・カルチョと4年契約を結んだ。
2020年1月28日、リーグ・アンのアミアンSCに期限付き移籍。

### 代表歴
2017年7月のアメリカ代表戦でA代表デビュー。
2018年5月30日の日本代表との親善試合で来日し、2-0で勝利している。